# Viktória Woth
Viktória Lilla Woth (* 8. September 2002) ist eine ungarische Handballspielerin, die für den slowakischen Erstligisten HC DAC Dunajská Streda aufläuft.

## Karriere

### Im Verein
Viktória Woth spielte im Jugendbereich bis 2015 beim ungarischen Verein Haladás VSE und wechselte daraufhin zu Szombathelyi KKA. Im Sommer 2017 wechselte Woth zur Nemzeti Kézilabda Akadémia (kurz NEKA), eine von Lajos Mocsai initiierte nationale Handballakademie. Ab der Saison 2018/19 ging sie für NEKA in der zweithöchsten ungarischen Spielklasse auf Torejagd. Im Sommer 2020 kooperierte NEKA mit Szent István SE, mit der die Erstligamannschaft Boglári Akadémia-SZISE gebildet wurde. In der Saison 2020/21 bestritt Woth für NEKA 11 Zweitligaspiele sowie für Boglári Akadémia-SZISE 20 Erstligaspiele. Im Sommer 2021 schloss sich die im Rückraum vielseitig einsetzbare Akteurin dem deutschen Bundesligisten Borussia Dortmund an. Nachdem Woth aufgrund eines Kreuzbandrisses kein Spiel in der Saison 2021/22 für Dortmund bestritten hatte, wechselte sie zum Ligakonkurrenten TuS Metzingen. In der Saison 2022/23 war sie zusätzlich per Zweitspielrecht für den Zweitligisten SG H2Ku Herrenberg spielberechtigt. Im Frühjahr 2023 erlitt Woth erneut einen Kreuzbandriss. Mit Metzingen gewann sie 2024 den DHB-Pokal. Im Januar 2025 schloss sie sich dem slowakischen Verein HC DAC Dunajská Streda an. Mit dem HC DAC Dunajská Streda gewann sie 2025 die slowakische Meisterschaft.

### In Auswahlmannschaften
Woth gewann mit der ungarischen Jugendnationalmannschaft die U-16-European-Open 2018. Sie steuerte vier Treffer zum Erfolg bei. Im darauffolgenden Jahr errang sie den Titel bei der U-17-Europameisterschaft.